# (12729) Berger
(12729) Berger (1991 RL7) – planetoida z grupy pasa głównego asteroid okrążająca Słońce w ciągu 3,73 lat w średniej odległości 2,4 j.a. Odkryta 13 września 1991 roku.